# Fiat 1800/2100
Fiat 1800 и 2100 — семейство шестицилиндровых седанов от итальянского автопроизводителя Fiat. Выпускались с 1959 до 1968 года. С 1963 года выпускалась четырехцилиндровая версия 1500L. Дизайн был выполнен ателье Pininfarina и перекликался с такими автомобилями, как Peugeot 404 или Austin A55, в создании которых приняла участие та же фирма. Широко использовался в качестве такси (особенно 1500L). Версия 1500L по лицензии выпускалась в Испании под маркой SEAT.

## 1800
Модификация 1800 выпускалась с 1959 года, предлагалась в кузовах «четырёхдверный седан» и «пятидверный унивесал» («Familiare»). Двигатель был рядный, шестицилиндровый, 1795 см³ и 75 л.с. Коробка передач была механической, четырёхступенчатой. Максимальная скорость варьировалась между 137 и 142 км/ч в зависимости от версии (отличались передаточным числом главной передачи). С 1961 года выпускалась модернизированная версия 1800B, мощность двигателя выросла до 81 л.с., а максимальная скорость — до 143—146 км/ч.

## 2100
Версия 2100 (1956-61) отличалась расточенным до объёма 2045 см³ двигателем. Осенью 1959 года началось производство удлинённой версии Special, которая использовалась в качестве представительского автомобиля. После появления в 1961 году модели Fiat 2300 производство модели 2100 было прекращено.

## 1500L
В 1963 году началось производство более дешёвой модификации (1963-68) с полуторалитровым двигателем. Чтобы отделить её от уже имевшегося семейства Fiat 1300/1500, эту модель обозначали 1500L. Двигатель развивал 72, позднее 75 л.с. Версия с пониженной степенью сжатия развивала 60 л.с. и была популярна в Южной Европе в качестве такси.
В Испании 1500L производился до 1972 года (выпущено ок. 200.000) под маркой SEAT. В самой Италии было произведено около 150000 автомобилей семейства 1800/2000/1500L.

## Двигатели
| Модель | годы    | Двигатель                | Рабочий объём | Мощность | Карбюратор   |
| ------ | ------- | ------------------------ | ------------- | -------- | ------------ |
| 1800   | 1959-61 | Рядный 6-цилиндровый OHV | 1795 см³      | 75 л.с.  | однокамерный |
| 1800B  | 1962-68 | Рядный 6-цилиндровый OHV | 1795 см³      | 86 л.с.  | однокамерный |
| 2100   | 1959-61 | Рядный 6-цилиндровый OHV | 2054 см³      | 82 л.с.  | однокамерный |
| 1500L  | 1963-67 | Рядный 4-цилиндровый OHV | 1481 см³      | 75 л.с.  | однокамерный |